# Laccophilus epibletus
Laccophilus epibletus är en skalbaggsart som beskrevs av Guignot 1955. Laccophilus epibletus ingår i släktet Laccophilus och familjen dykare. Inga underarter finns listade i Catalogue of Life.